# 1847 en droit
Cet article présente les faits marquants de l'année 1847 en droit.

## Événements
- Pedro II du Brésil décide de ne plus choisir lui-même ses ministres mais de nommer un président du Conseil qui formerait l’équipe ministérielle. C’est un pas vers le régime parlementaire.
- Code criminel en Pologne, calqué sur le Code russe de 1845.

### Juin
- 8 juin : la journée de travail des enfants de 13 à 18 ans et celle des femmes est limitée à 10 heures au Royaume-Uni[1].

### Juillet
- 8-17 juillet : procès devant la Chambre des pairs de deux anciens ministres, Teste et le général Despans-Cubières, accusés de corruption dans l'affaire des mines de Gouhenans.
- 26 juillet : le Libéria devient indépendant et se dote d’une Constitution de type nord-américain, sa capitale est Monrovia (cf. Monroe). Création du drapeau Libérien inspiré de celui des États-Unis.

### Septembre
- 12 septembre : l'assemblée d'Offenbourg en Allemagne réclame plus de droits fondamentaux en Allemagne ainsi qu'un parlement.

### Octobre
- 9 octobre : la Suède abolit l'esclavage dans son unique colonie, Saint-Barthélemy (Antilles françaises).

### Novembre
- 9 novembre : autorisation donnée aux serfs russes d’acheter leur liberté si le domaine de leur maître est mis en vente pour dettes (effets limités).